# 海梅·羅德里格斯
海梅·羅德里格斯（1959年1月17日—），萨尔瓦多足球運動員，萨尔瓦多國家足球隊成員。

## 萨尔瓦多國家足球隊
从1979年到1989年，他共为萨尔瓦多國家足球隊出场8次，打进1球。